# Bahnhof Takayama
Der Bahnhof Takayama (jap. 高山駅, Takayama-eki) ist ein Bahnhof auf der japanischen Insel Honshū. Er wird von der Bahngesellschaft JR Central betrieben und befindet sich in der Präfektur Gifu auf dem Gebiet der Stadt Takayama.

## Verbindungen
Takayama ist ein Zwischenbahnhof an der Takayama-Hauptlinie zwischen den Präfekturhauptstädten Gifu und Toyama. Die Bahngesellschaften JR Central und JR West bieten gemeinsam täglich zehn Zugpaare des Schnellzugs Hida an. Sie verbinden Nagoya mit Gifu, Mino-Ōta, Gero und Takayama. Von diesen befahren vier die gesamte Strecke über Takayama hinaus bis zum Bahnhof Toyama. Ein Zug täglich bietet Kurswagen von Osaka und Kyōto an, die in Gifu angehängt werden.
Im Nahverkehr auf dem Abschnitt von Mino-Ōta über Gero und Takayama nach Inotani besteht kein fester Fahrplantakt. Die Züge verkehren hier ungefähr alle ein bis drei Stunden. Zusatzzüge verdichten den Fahrplan zwischen Gero und Takayama, insbesondere während der Hauptverkehrszeit. Neben dem Bahnhof steht das Takayama Nohi Bus Center. Die Haltestellen in diesem Busbahnhof werden von einem Dutzend Linien der Gesellschaft Nōhi Noriai Jidōsha bedient, hinzu kommen mehrere Fernbuslinien verschiedener Anbieter.

## Anlage
Der Bahnhof steht an der Grenze zwischen den Stadtteilen Shōwamachi im Westen und Hanasatomachi im Osten. Getrennt durch großflächige Parkplätze, erstrecken sich an der Westseite ausgedehnte Wohngebiete geringer Dichte. An der Ostseite ist das Stadtzentrum Takayamas zu finden, das wegen zahlreicher sehenswerter Gebäude aus dem 17. und 18. Jahrhundert (darunter das Takayama Jin’ya) eine große touristische Bedeutung besitzt. Die ebenerdige Anlage ist von Süden nach Norden ausgerichtet und umfasst elf Gleise, von denen drei dem Personenverkehr dienen. Diese liegen an der Ostseite an zwei Mittelbahnsteigen und einen Seitenbahnsteig, die beide zum größten Teil überdacht sind. Darüber spannt sich das Empfangsgebäude in Form eines Reiterbahnhofs. Der Zugang zu den Bahnsteige erfolgt über Treppen, Rolltreppen und Aufzüge. An den Reiterbahnhof angefügt ist eine überdachte Fußgängerbrücke, die außerhalb des Bereichs der Bahnsteigsperren eine Verbindung vom östlichen Bahnhofsvorplatz über die gesamte Anlage hinweg zu einem Eingangspavillon am westlichen Bahnhofsvorplatz ermöglicht. An der Westseite befindet sich eine Abstellanlage mit sieben Gleisen. An deren nördliche Ende wiederum steht ein zweigleisiges Depot, in dem kleinere Wartungsarbeiten durchgeführt werden können.
Im Fiskaljahr 2019 nutzten durchschnittlich 1408 Fahrgäste täglich den Bahnhof.

## Bilder

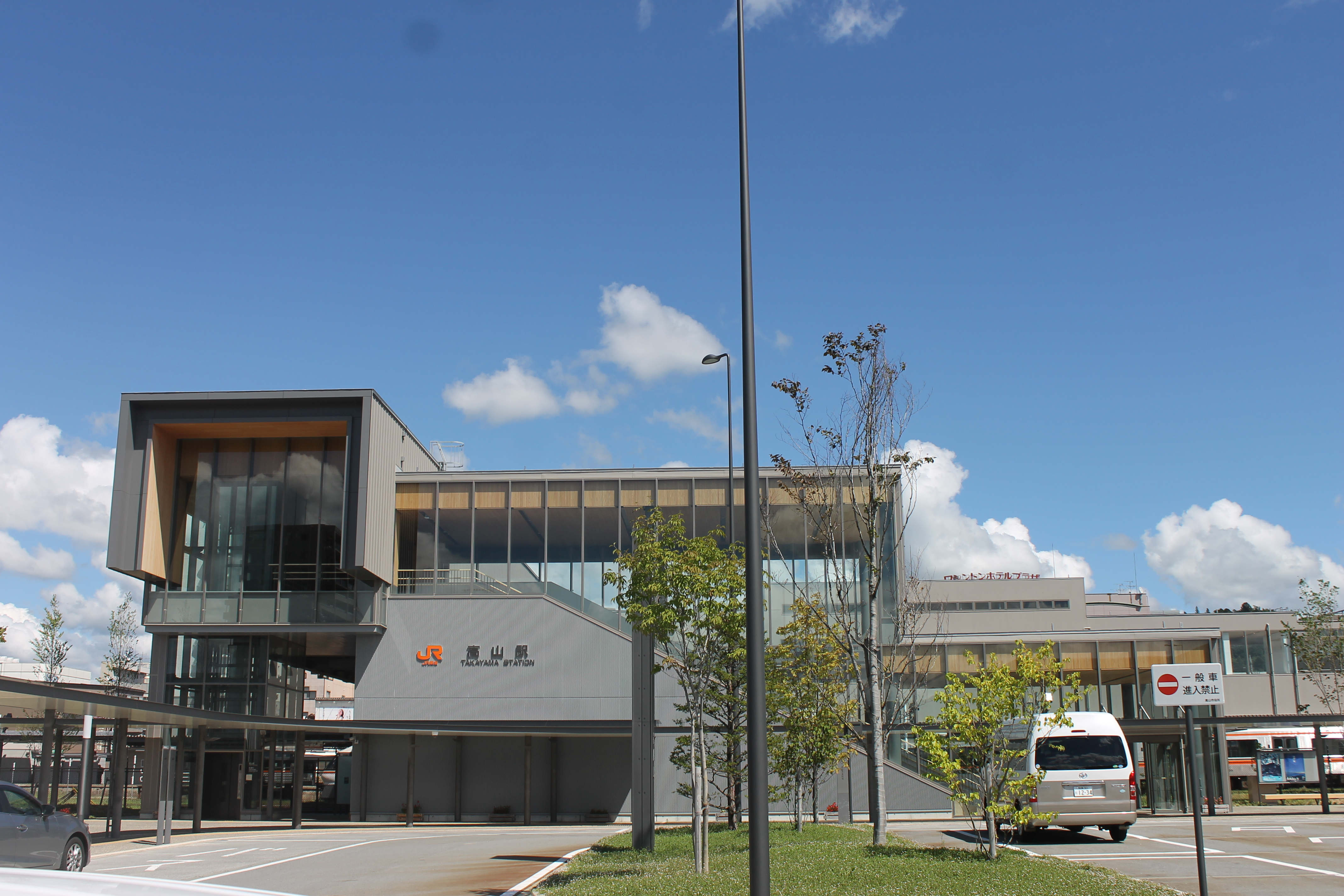
Westeingang
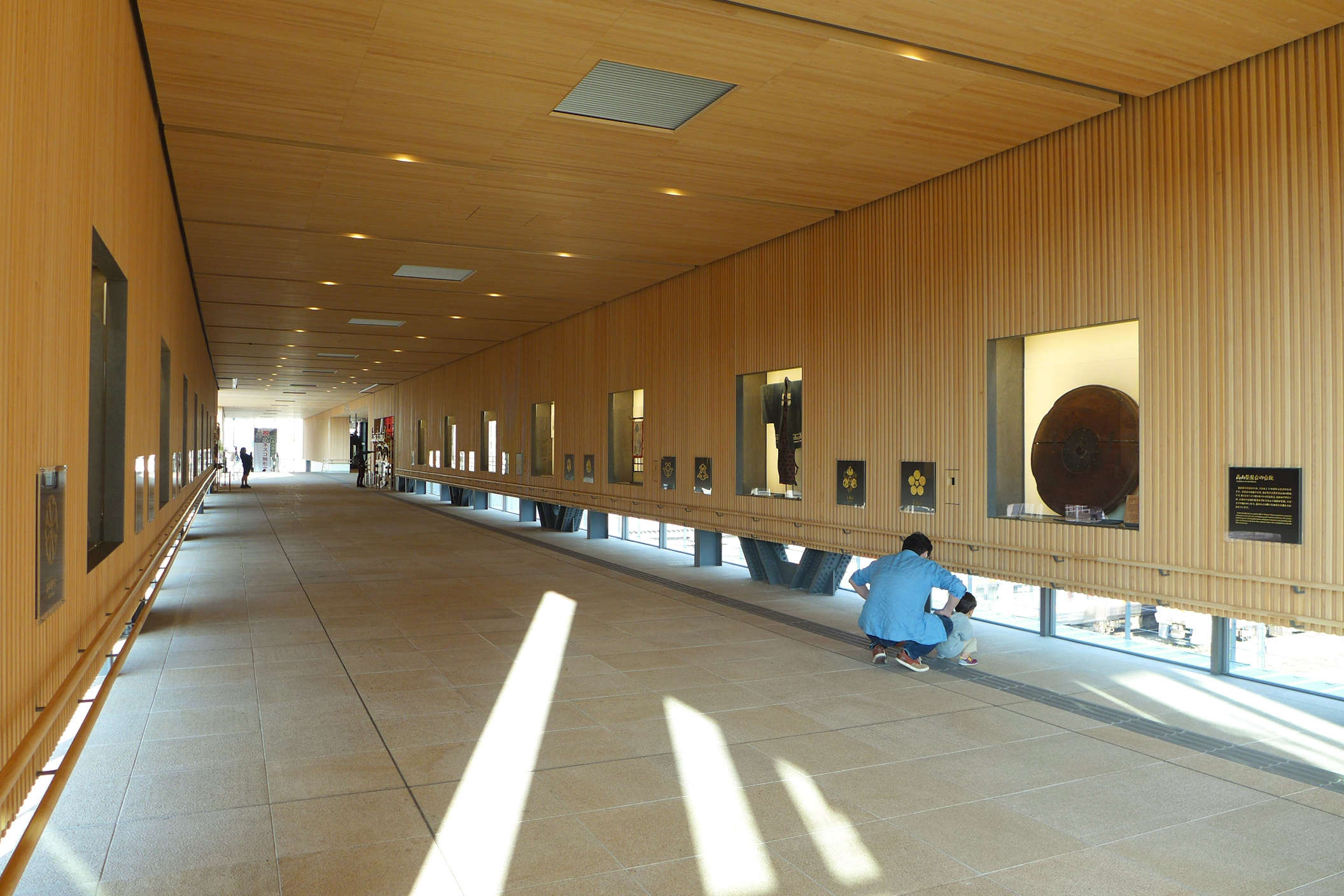
Fußgängerbrücke
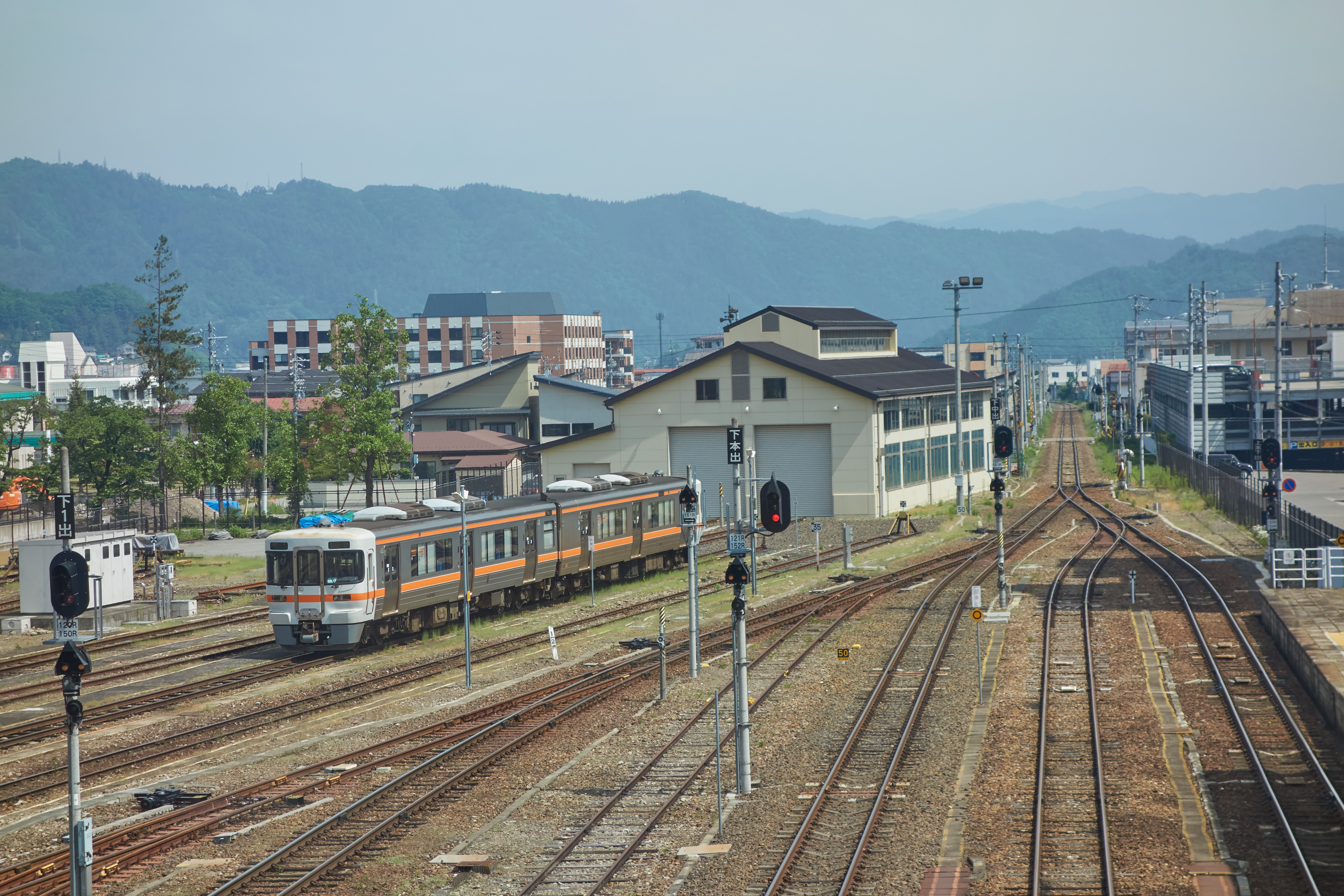
Abstellanlage mit Depot
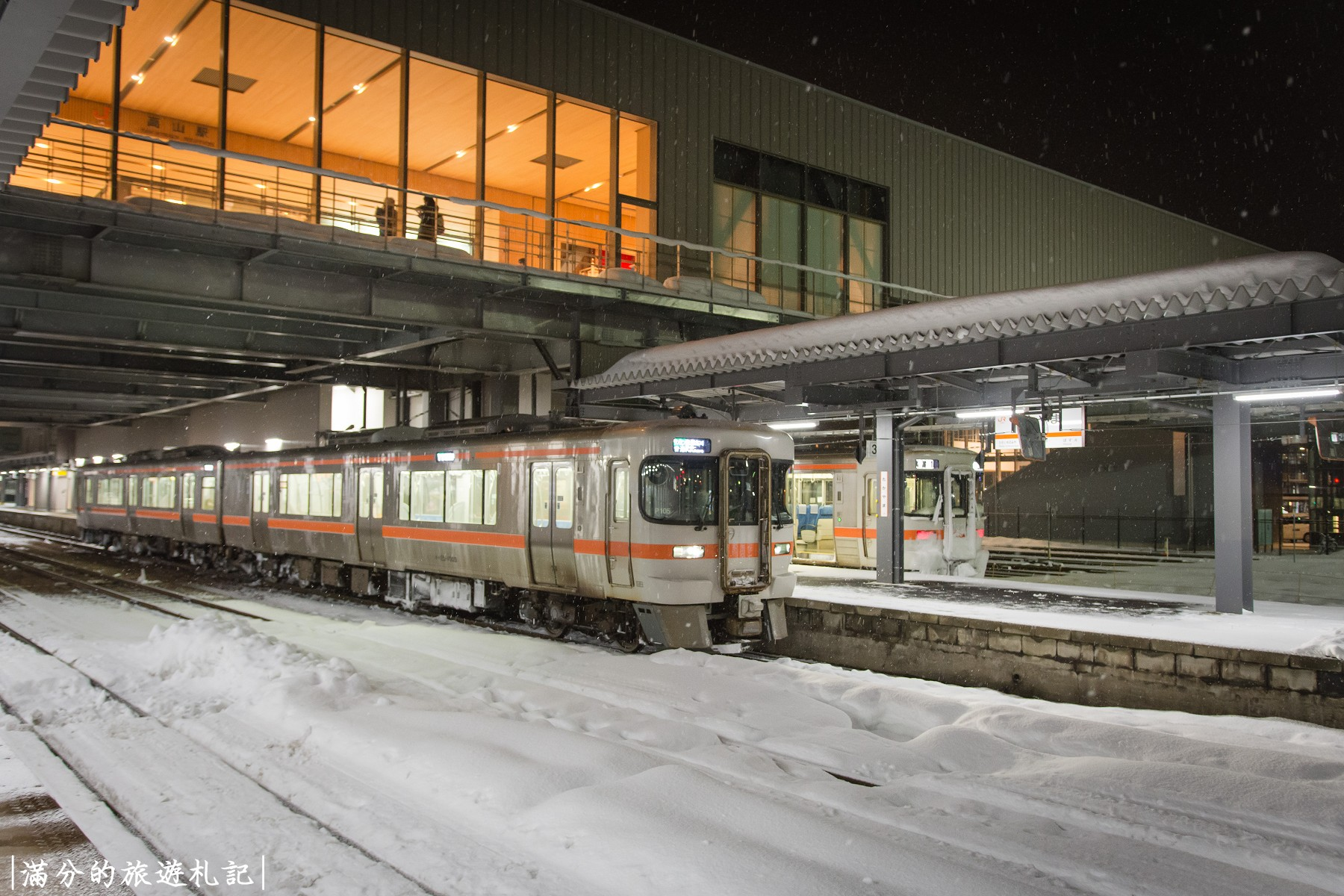
Bahnsteige

## Gleise
| 1/2 | ▉ Takayama-Hauptlinie | Gero • Mino-Ōta • Gifu • Nagoya |
| 2/3 | ▉ Takayama-Hauptlinie | Inotani • Toyama                |

## Linien
| Verlauf der Takayama-Hauptlinie |
| --- |
| Gifu • Nagamori • Naka • Sohara • Kagamigahara • Unuma • Sakahogi • Mino-Ōta • Kobi • Nakakawabe • Shimoasō • Kamiasō • Shirakawaguchi • Shimoyui • Hida-Kanayama • Yakeishi • Gero • Zenshōji • Hida-Hagiwara • Jōro • Hida-Miyada • Hida-Osaka • Nagisa • Kuguno • Hida-Ichinomiya • Takayama • Hozue • Hida-Kokufu • Hida-Furukawa • Sugisaki • Hida-Hosoe • Tsunogawa • Sakakami • Utsubo • Sugihara • Inotani • Nirehara • Sasazu • Higashi-Yatsuo • Etchū-Yatsuo • Chisato • Hayahoshi • Fuchū-Usaka • Nishi-Toyama • Toyama |

## Geschichte

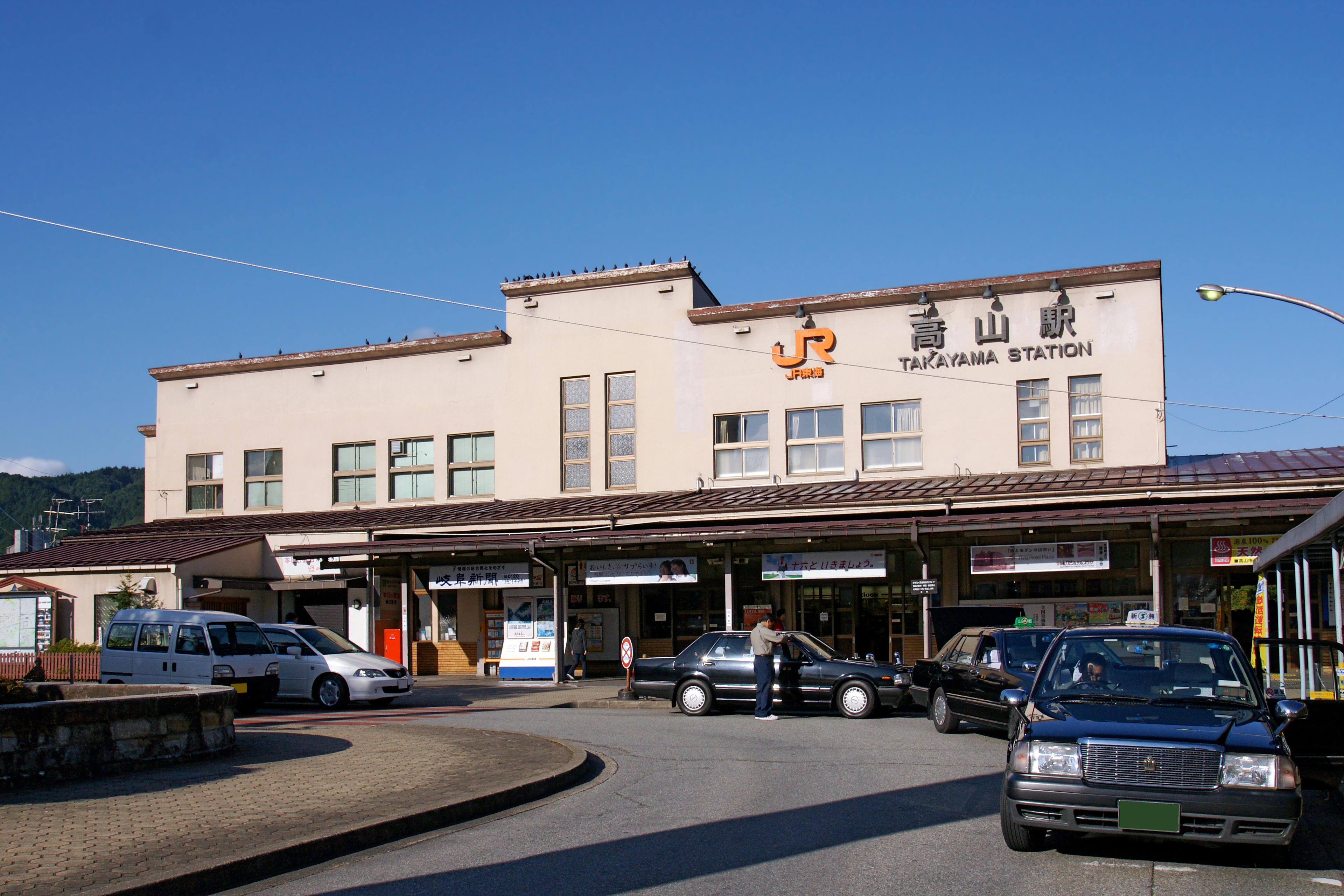
Empfangsgebäude von 1934

Das Eisenbahnministerium eröffnete den Bahnhof am 25. Oktober 1934, zusammen mit dem von Hida-Osaka nach Sakakami führenden Streckenabschnitt, der die Takayama-Hauptlinie vervollständigte. Das damalige Empfangsgebäude war ein zweigeschossiges, überwiegend aus Hinoki-Scheinzypressen errichtetes Bauwerk mit breiter Fassade. 1968 verlängerte die Japanische Staatsbahn die Bahnsteige, um Platz für Schnellzüge mit bis zu zwölf Wagen zu schaffen. Am 27. Mai 1980 fand hier der feierliche Spatenstich für die geplante Elektrifizierung der Takayama-Hauptlinie statt. Doch nach kurzer Zeit mussten die Arbeiten aufgrund der finanziellen Schieflage der Staatsbahn eingestellt werden; bis heute sind sie nicht wieder aufgenommen worden. Im Rahmen der Staatsbahnprivatisierung ging der Bahnhof am 1. April 1987 in den Besitz der neuen Gesellschaft JR Central über. 1993 wurden der Rundlokschuppen, die Drehscheibe und der Wasserturm abgerissen.
1998 begann die Stadt Takayama mit der Umsetzung eines Stadtentwicklungsprojekts, das darauf abzielte, die Bedeutung des Bahnhofs als Verkehrsknotenpunkt zu stärken und dessen Umgebung neu zu beleben. Zwei Jahre später trafen JR Central und die Stadtverwaltung eine Vereinbarung zum Bau eines neuen Empfangsgebäudes. Die Wahl fiel auf einen Entwurf des Architekten Hiroshi Naito, die Kosten wurden auf 4,31 Milliarden Yen veranschlagt. Da der Neubau den Abriss des alten Empfangsgebäudes erforderte und es Widerstand dagegen gab, verzögerte sich der Baubeginn um mehrere Jahre. Zunächst stellte JR Freight den Güterverkehr am 1. April 2007 ein. Mit der Schließung des ursprünglichen Empfangsgebäudes am 1. Dezember 2014 begann die Nutzung eines Provisoriums. Die feierliche Eröffnung des neuen Reiterbahnhofs und des Eingangspavillons an der Westseite erfolgte am 2. Oktober 2016.